# Неудачне
Неуда́чне — село в Україні, у Казанківській селищній громаді Баштанського району Миколаївської області. Населення становить 107 осіб.

## Географія
На південно-західній околиці села бере початок Яр Бочковатий.